# Orlando Mosquera
Orlando „Kuty” Mosquera (ur. 25 grudnia 1994 w San Miguelito) – panamski piłkarz występujący na pozycji bramkarza, reprezentant Panamy, od 2024 roku zawodnik saudyjskiego Al-Fayha.